# 舞洲スラッジセンター

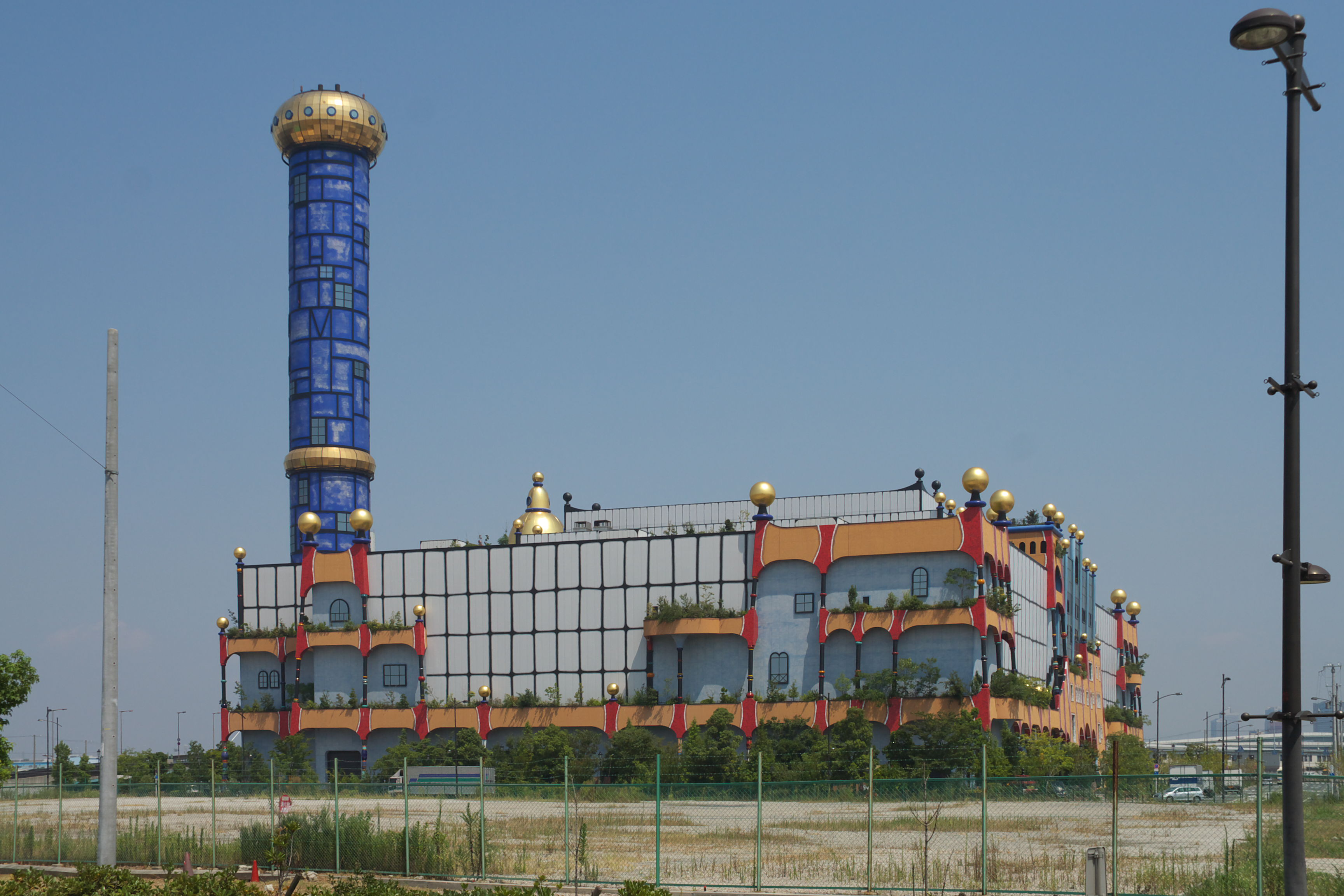
外観

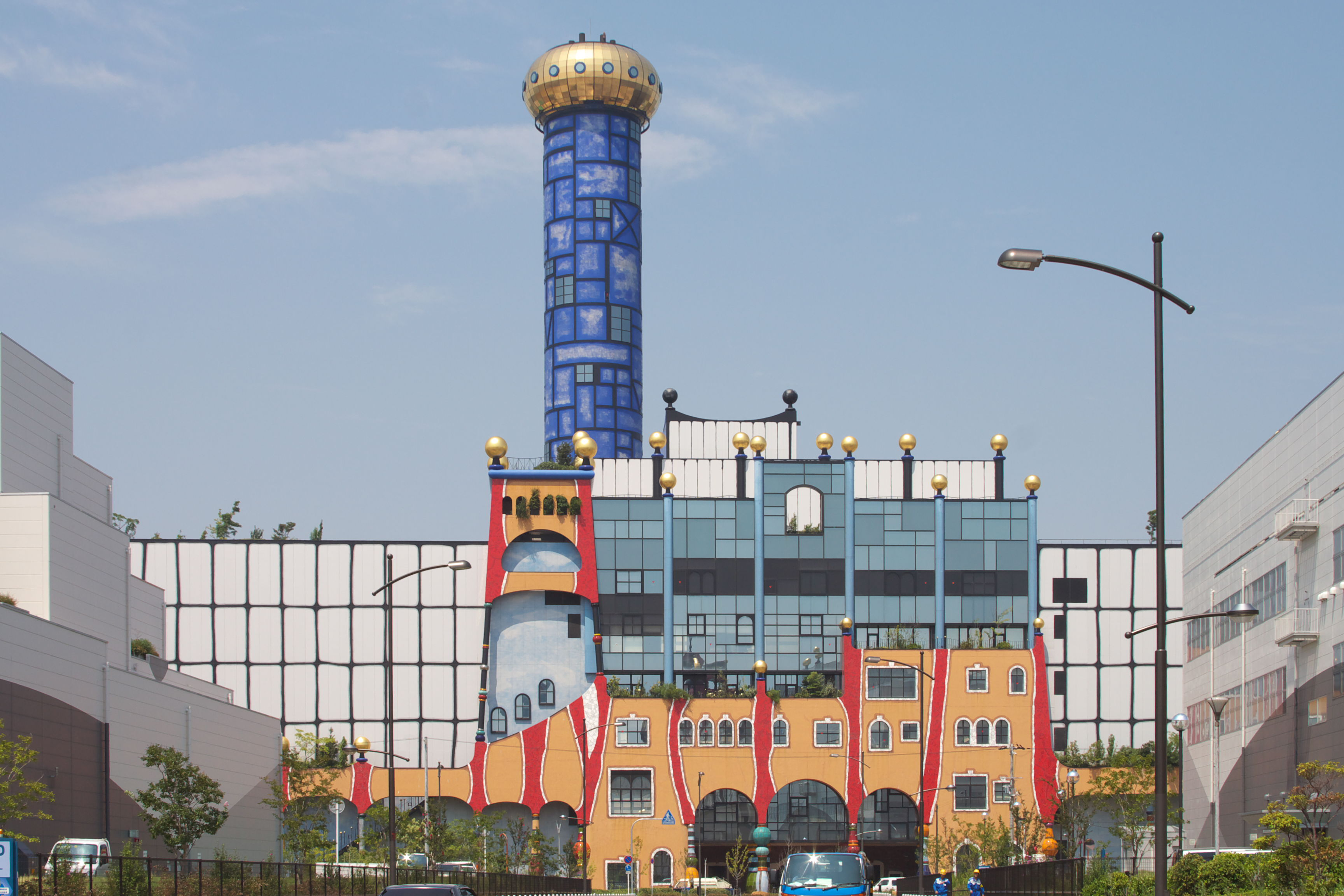
外観

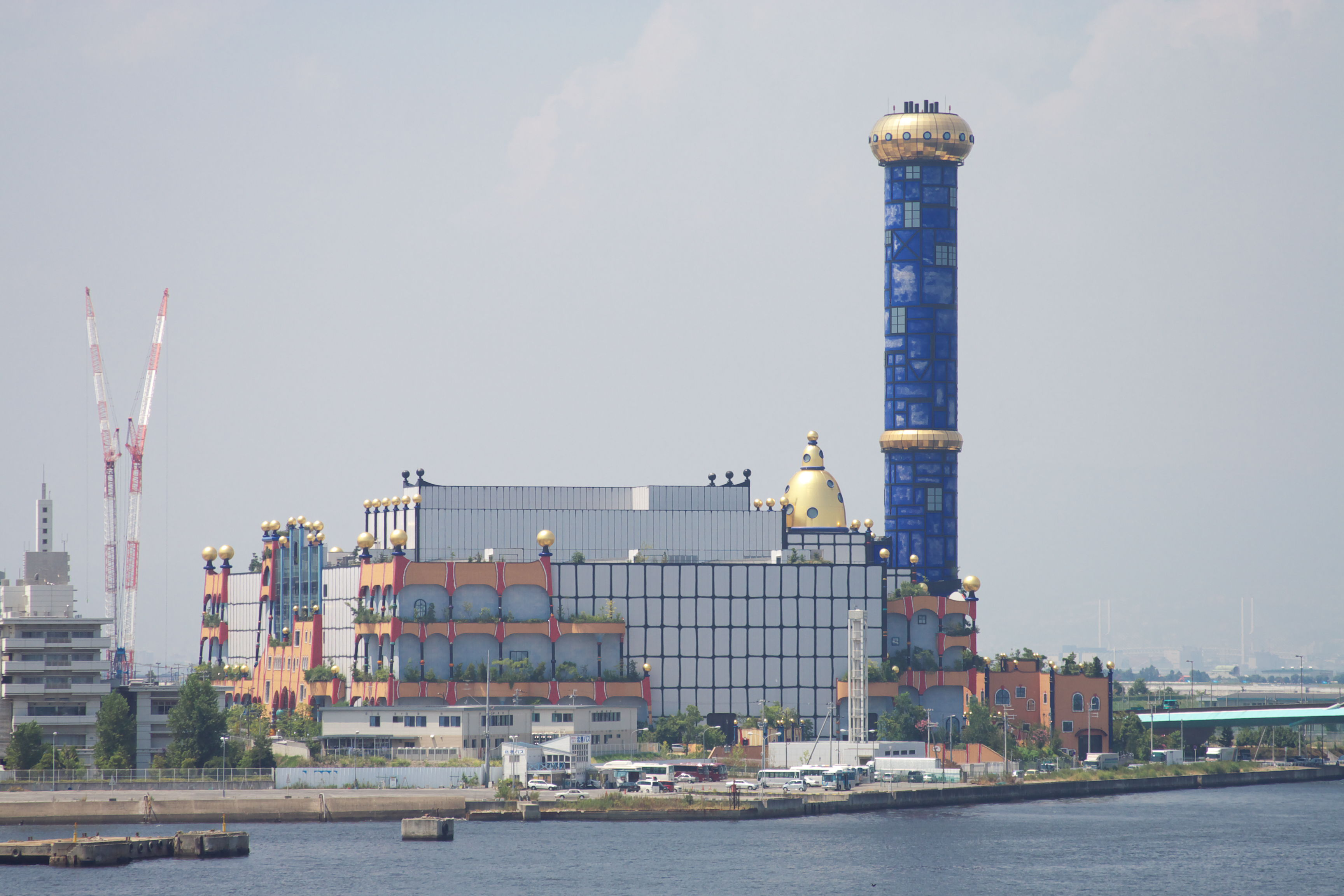
外観

舞洲スラッジセンター（まいしまスラッジセンター）は、大阪府大阪市此花区北港白津（舞洲）にある大阪市建設局の下水汚泥処理場である。

## 概要
2004年（平成16年）3月に大阪市建設局により建設された。
大阪市内の12箇所の下水処理場より汚泥圧送管でパイプ輸送されてきた汚泥を、当施設で脱水・乾燥させた上で溶融させ、汚泥スラグに処理する。
外観は同じく大阪市により建設され、現在は大阪広域環境施設組合が管理する、ごみ焼却場である大阪広域環境施設組合舞洲工場と同様に、フリーデンスライヒ・フンデルトヴァッサーによるデザインである。なお、フンデルトヴァッサー自身は当工場の完成を見ることなく、2000年2月に死去している。外壁の赤は炎、青い煙突は大阪湾を表す。
国土交通省による平成16年度第13回いきいき下水道賞の下水道普及啓発活動部門を受賞している。
2022年（令和4年）、当施設の改築はPFI方式で実施されることとなり、メタウォーターグループが落札した。

## 諸元
- 所在地：大阪市此花区北港白津2-2-7
- 敷地面積：約33,900平方m[8]
- 建物規模：地上6階、地下1階
- 建築面積：約17,000平方m
- 延床面積：約40,000平方m
- 煙突高さ：約120m
- 汚泥溶融設備：750t/日（150t/日×5基）
  - 計画：900t/日（150t/日×6基）
- 汚泥脱水設備：300立方m/h（60立方m/h×5台）
  - 計画：360立方m/h（60立方m/h×6台）

## 沿革
- 1998年（平成10年）1月 - 本格着工
- 2004年（平成16年）3月 - 第1期事業完成
- 2007年（平成19年）3月 - 第2期事業完成
- 2010年（平成22年）3月 - 第3期事業完成[9]